# Châtenois (Jura)
Châtenois é uma comuna francesa na região administrativa de Borgonha-Franco-Condado, no departamento de Jura. Estende-se por uma área de 8,03 km². Em 2010 a comuna tinha 408 habitantes (densidade: 50,8 hab./km²).